# مورنا باکارین
مورِنا سیلوا دیواز ستا باکارین (پرتغالی: Morena Baccarin; تلفظ پرتغالی:[moˈɾenɐ ˈbakaɾĩ]؛ زادهٔ ۲ ژوئن ۱۹۷۹) که با نام هنری مورنا باکارین شناخته می‌شود، بازیگر برزیلی است. او برای نقش‌های اینارا سرا در سریال علمی-تخیلی فایرفلای، جسیکا در سریال هوملند،آدریا در سریال دروازه ستارگان اس‌جی-۱ و آنا در سریال تلویزیونی وی و الینا در سریال پایان بازی و لزلی تامپکینز در سریال گاتهام (مجموعه تلویزیونی) و همچنین بازی در فیلم‌های ددپول و ددپول ۲ مشهور شده‌است. همچنین صدا پیشگی در سریال فلش

## زندگی‌نامه
باکارین در ریو دوژانیرو، برزیل زاده شد. مادرش ورا ستا یک بازیگر تلویزیونی برزیلی و پدرش فرنالدو باکارین یک روزنامه‌نگار ایتالیایی‌الاصل است. هنگامی که او ۶ سال داشت، به همراه خانواده‌اش به گرینویچ، نیویورک، آمریکا مهاجرت کردند.
باکارین نخستین بازیگری‌اش در فیلم فروشگاه عطر ساخت سال ۲۰۰۱ بود، او بعداً با بازی در سریال‌های فایرفلای و دروازه ستارگان اس‌جی-۱ مشهور شد.
در گزارش نوامبر ۲۰۰۹ مجلهٔ پیپل اعلام شد که باکارین بیش از دو سال با آستین چیک، کارگردان آمریکایی رابطه داشته‌است.

## فیلم‌شناسی
| سینما | سینما                         | سینما               | سینما                              |  |
| سال   | عنوان                         | نقش                 | یادداشت‌ها                          |  |
| ----- | ----------------------------- | ------------------- | ---------------------------------- |  |
| ۲۰۰۱  | عطر                           | مونیکا              |                                    |  |
| ۲۰۰۱  | راه خاموش برادوی              | رِبِکا                |                                    |  |
| ۲۰۰۲  | راجر داگر                     | دختر در بار         |                                    |  |
| ۲۰۰۵  | سرنتی                         | اینارا سرا          | این فیلم ادامه سریال فایرفلای است. |  |
| ۲۰۰۸  | مرگ در عشق                    | زن زیبا             |                                    |  |
| ۲۰۰۸  | دروازه ستارگان: صندوقچه حقیقت | آدریا               | ادامه سریال دروازه ستارگان اس‌جی-۱  |  |
| ۲۰۰۹  | دزدیده شده                    | رز مونتگمری         |                                    |  |
| ۲۰۱۴  | بازگشت در روز                 | لوری                |                                    |  |
| ۲۰۱۴  | پسر بتمن                      | صداپیشه تالیا الغول | انیمیشن                            |  |
|       |                               |                     |                                    |  |
| ۲۰۱۵  | جاسوس                         | کارن واکر           |                                    |  |
| ۲۰۱۶  | بتمن: دشمنی                   | صداپیشه تالیا الغول | انیمیشن                            |  |
| ۲۰۱۶  | ددپول                         | ونسا کارلیسل        |                                    |  |
| ۲۰۱۸  | ددپول ۲                       | ونسا کارلیسل        |                                    |  |
| ۲۰۲۰  | گرینلند                       | آلیسون              |                                    |  |
| ۲۰۲۱  | خانه خوب                      |                     |                                    |  |
|       |                               |                     |                                    |  |
| ۲۰۲۱  | آخرین نگاه‌ها                  |                     |                                    |  |
| ۲۰۲۴  | ددپول و ولورین                |                     |                                    |  |

| تلویزیون  | تلویزیون                   | تلویزیون                 | تلویزیون                                                                                            |
| سال       | عنوان                      | نقش                      | یادداشت‌ها                                                                                           |
| --------- | -------------------------- | ------------------------ | --------------------------------------------------------------------------------------------------- |
| ۲۰۰۲–۲۰۰۳ | فایرفلای                   | اینارا سرا               | نقش اصلی                                                                                            |
| ۲۰۰۵      | فیلادلفیا همیشه آفتابی است | کارمن                    | قسمت اول پخش نشده                                                                                   |
| ۲۰۰۵–۲۰۰۶ | لیگ عدالت نامحدود          | دینا لنس                 | ۳ اپیزود                                                                                            |
| ۲۰۰۶      | او. سی                     | مایا گریفین              | ۳ اپیزود                                                                                            |
| ۲۰۰۶      | آشپزخانهٔ خصوصی             | گیا                      | ۱ اپیزود                                                                                            |
| ۲۰۰۶      | آشنایی با مادر             | کلوئی                    | ۱ اپیزود                                                                                            |
| ۲۰۰۶      | عدالت                      | لیسا کروز                | ۱ اپیزود                                                                                            |
| ۲۰۰۶–۲۰۰۷ | دروازه ستارگان اس‌جی-۱      | آدریا                    | ۵ اپیزود                                                                                            |
| ۲۰۰۷      | لاس وگاس                   | سارا سمری                | ۱ اپیزود                                                                                            |
| ۲۰۰۷      | ماسه‌های فراموشی            | الیس کارتر               | فیلم تلویزیونی                                                                                      |
| ۲۰۰۷      | منطقهٔ حیاتی                | جسیکا کیوالا (یک پرستار) | ۹ اپیزود                                                                                            |
| ۲۰۰۸      | آلودگی                     | کلیر لیلند               | ۱ اپیزود                                                                                            |
| ۲۰۰۸      | اعداد                      |                          | اپیزود ۲                                                                                            |
| ۲۰۰۹      | واسطه                      | بروک هوت                 | ۱ اپیزود                                                                                            |
| ۲۰۰۹–۲۰۱۱ | وی                         | اَنا (آنا)                | به‌طور دائم (تقریباً تمام سریال) دریافت دو جایزهٔ سَترن (۳۶ام و ۳۷امین) برای بهترین بازیگر زن تلویزیونی |
| ۲۰۱۰      | انتهای اعماق               | بت بنکرفت                | ۱ اپیزود                                                                                            |
| ۲۰۱۱      | منتالیست                   | اریکا فلین               | ۲ اپیزود                                                                                            |
| ۲۰۱۱      | میهن                       | جسیکا برادی              | به‌طور دائم                                                                                          |
| ۲۰۱۴–۲۰۱۹ | گاتهام                     | لزلی تامکینز             | هر ۵ فصل                                                                                            |